# Du Jing
Du Jing (Anshan, 23 de junho de 1984) é uma jogadora de badminton chinesa, campeã olímpica, especialista em duplas.

## Carreira
Du Jing representou seu país nos Jogos Olímpicos de Verão de 2008, conquistando a medalha de ouro, nas duplas em 2008 com Yu Yang.